# Stadtbahn Zug
Stadtbahn Zug – system kolei miejskiej funkcjonujący w szwajcarskim mieście Zug od 12 grudnia 2004. Obecnie składa się z 2 linii oraz 15 stacji.